# Гнойовик-бик
Гнойовик-бик (Onthophagus taurus) — вид жуків родини пластинчастовусих (Scarabaeidae).

## Поширення
Вид поширений у степових та напівпосушливих районах Європи, Північної Африки, Західної та Центральної Азії. Мешкає на луках і пасовищах.
У 1970-х роках випадково завезений до США. Спочатку його помітили у Флориді, а потім на північному сході США. Згодом Міністерство сільського господарства США навмисно випустило O. taurus у різні місця, включаючи Каліфорнію, Техас і Нью-Джерсі, що призвело до значного збільшення ареалу жука.
У 1974 році Onthophagus taurus був завезений до Австралії, зібраний з популяцій в Іспанії, Греції та Туреччині. Він швидко став найпоширенішим екзотичним видом у південно-західній Австралії протягом двох років після його появи. Згодом він витіснив Onthophagus binodis, випередивши цей раніше інтродукований вид гнойових жуків по всій Австралії.
У вересні 2013 року O. taurus був вперше випущений у Новій Зеландії, в районі Гор у Саутленді.

## Опис
Це жук овальної форми завдовжки від 5,5 до 11 мм. Зазвичай він чорного або червонувато-коричневого кольору. У самців довгі вигнуті рогоподібні виступи, найчастіше розташовані на голові, іноді на грудях. Однак зустрічаються самці без рогів. Наявність рогів у самця залежить від якості їжі, яку він отримує на стадії личинки. Жук може тягнути вантах в 1141 разів більше своєї ваги, що є рекордом у тваринному світі.

## Спосіб життя
Під час розмноження самиці риють тунелі під гноєм. Рогаті та нерогаті самці приймають різні репродуктивні стратегії. Рогаті самці охороняють тунелі, де знаходяться самиці, і відбиваються від будь-яких суперників, які намагаються туди проникнути. Бої інколи точаться всередині тунелів. Обидва противники тиснуть один на одного головами і грудьми, поки сильніший не виштовхне переможеного з тунелю. Потім переможець спаровується з самицею. Чим довші роги, тим могутніший самець. Тому самці без рогів або зі зменшеними рогами мають меншу фізичну силу. Замість того, щоб битися з домінуючими самцями, вони пробираються в тунелі, де знаходяться самиці. Вони можуть спаровуватися лише один раз з тією самою самицею, але оскільки їхні яєчка більші, їхня сперма має більше шансів перемогти сперму домінуючого самця.
Перед спаровуванням самець стукає передніми лапами по верхній і боковій частині надкрил самиці. Він зупиняється лише до тих пір, поки самиця не займе позицію для спаровування і може початися копуляція. Потім самиці формують кульки гною, які штовхають на дно своїх тунелів. У кожній кулі вони викопують невелику камеру, в яку відкладають одне яйце. Потім личинка розвивається, харчуючись гноєм.